# El Jatillo
El Jatillo är en ort i Mexiko.   Den ligger i kommunen Juan Rodríguez Clara och delstaten Veracruz, i den sydöstra delen av landet, 400 km öster om huvudstaden Mexico City. El Jatillo ligger 33 meter över havet och antalet invånare är 144.
Terrängen runt El Jatillo är platt, och sluttar norrut. Runt El Jatillo är det ganska glesbefolkat, med 42 invånare per kvadratkilometer. Närmaste större samhälle är Juan Rodríguez Clara, 20,0 km söder om El Jatillo. Trakten runt El Jatillo består till största delen av jordbruksmark.